# Радио-76

Набор «Электроника-Контур-80» — промышленный вариант «Радио-76»

«Радио-76» — коротковолновый трансивер для любительской радиосвязи, разработанный в лаборатории журнала «Радио» специально для повторения начинающими радиолюбителями. В этом качестве на много лет завоевал большую популярность в СССР, выпускался промышленностью в виде набора для самостоятельной сборки и в виде готовой конструкции. Авторы — мастера спорта СССР Б. Г. Степанов и Г. Г. Шульгин.

## «Радио-76»
Аппарат предназначался для сборки начинающими радиолюбителями, авторы сделали упор на простоту и повторяемость конструкции, что и определило её особенности:
- трансивер однодиапазонный, работает только в одном режиме — телефон с однополосной модуляцией (SSB);
- использованы современные на тот момент, но самые простые схемные решения;
- количество дорогих и дефицитных деталей, а также катушек индуктивности и трансформаторов сведено к минимуму.

Структурная схема выбрана такой, что весь тракт преобразования частоты, усиления и фильтрации промежуточной частоты используется как при приёме, так и при передаче. Трансивер собран на трёх микросхемах, 11 транзисторах и 19 полупроводниковых диодах. Приёмная часть представляет собой супергетеродин с одним преобразованием частоты, промежуточная частота — 500 кГц, рабочая боковая полоса — нижняя. Для основной селекции при приёме и формирования однополосного сигнала при передаче применён электромеханический фильтр. Рабочая частота устанавливается с помощью варикапа.
Авторы предложили два варианта усилителя мощности передатчика: транзисторный и ламповый — для тех, кому не удастся достать дефицитные тогда мощные высокочастотные транзисторы.
Трансивер «Радио-76» с успехом использовала женская лыжная группа «Метелица»: в первый раз — в мае 1976 г. во время 18-дневного перехода с мыса Челюскин на остров Октябрьской Революции, второй — в 1977 г. на Земле Франца-Иосифа.

### Технические характеристики
Приведены характеристики авторского трансивера, указанные в описании 1976 года («Радио» № 6):
- диапазон рабочих частот — 3,6…3,65 МГц (телефонный участок 80-метрового диапазона);
- чувствительность приёмника при соотношении сигнал/шум 10 дБ — не хуже 1 мкВ;
- избирательность приёмника по зеркальному каналу — не менее −40 дБ;
- нестабильность частоты гетеродина — не более 300 Гц/ч;
- пиковая выходная мощность передатчика — 5 Вт;
- уровень внеполосных излучений — не более −40 дБ;
- подавление несущей — не менее −50 дБ;
- напряжение питания — 12 В постоянного тока.

Основную плату «Радио-76» Степанов и Шульгин целиком использовали в своей следующей разработке — многодиапазонном трансивере «Радио-77».

## «Радио-76М2»
Вариант, разработанный в 1983 г. с учётом опыта постройки и усовершенствования «Радио-76» многими любителями. Сохранив общую идеологию, авторы существенно переработали всю малосигнальную часть трансивера. От применения микросхем отказались в пользу широко распространённых транзисторов серии КТ315; вместо печатного монтажа предложили соединять детали на плате гибкими проводами, а металлизацию плат использовать только в качестве общего провода; изменили распределение функциональных узлов по платам; ввели ряд схемотехнических улучшений. Количество деталей и плат увеличилось, но стабильность работы и повторяемость конструкции улучшились. Именно этот вариант стал наиболее распространённым. До сих пор его предлагают новичкам в качестве первой самостоятельной конструкции в области коротковолновой связи.
В журнальной статье был описан вариант на диапазон 160 м (1850…1950 кГц). По техническим характеристикам трансивер близок к «Радио-76».

## «Электроника-Контур-80»

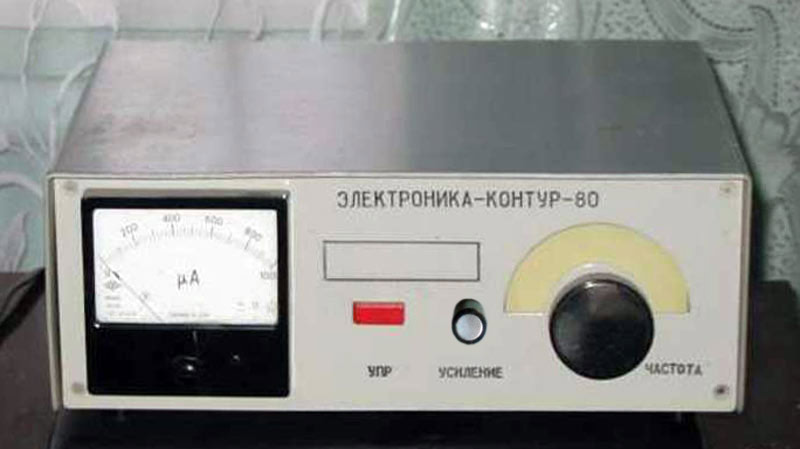
«Электроника-Контур-80»

Набор узлов и деталей для сборки трансивера «Радио-76» производился на Ульяновском радиоламповом заводе. В набор входили собранные платы — основная и гетеродинов, детали корпуса, миллиамперметр, разъёмы, провода, установочные и крепёжные изделия. Отличия от трансивера, описанного в журнале, были незначительные. Из набора можно было с минимальными усилиями собрать SSB-приёмник на диапазон 80 метров (в инструкции приводились также указания, как переделать его на диапазон 160 метров). Чтобы превратить приёмник в трансивер, нужно было самостоятельно изготовить усилитель мощности передатчика и установить другие недостающие детали. Набор продавался по цене 64 рубля (для сравнения — популярный вещательный приёмник ВЭФ-202 стоил 99 руб.)

## «Электроника 160RX»

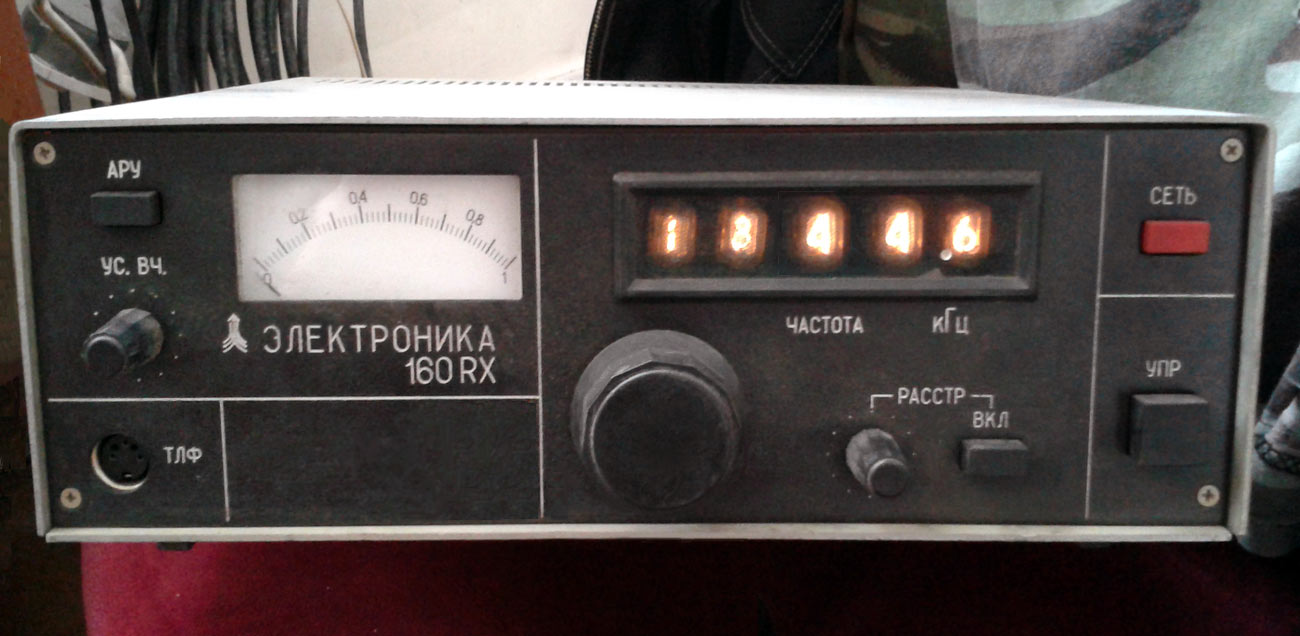
Электроника 160RX

Приёмник на диапазон 160 м, разработанный на основе схемы «Радио-76» и выпускавшийся промышленностью с 1981 г. Был снабжён цифровой шкалой, которая могла использоваться также в качестве частотомера с диапазоном измерений 0,1…9,5 МГц. В инструкции аппарат назван приёмником, хотя фактически представляет собой полноценный телефонно-телеграфный трансивер без усилителя мощности (из описания понятно, что кнопка УПР является переключателем «приём-передача», предусмотрено гнездо для подключения телеграфного ключа, а в комплект входила гарнитура с микрофоном). Цена — 230 руб.